# Luxo Jr. (personaje)
Luxo Jr. es un lámpara de escritorio de juguetito Luxo Jr. semiantropomórfico que se utiliza como la mascota principal de Pixar Animation Studios. Es el protagonista del cortometraje del mismo nombre y aparece en el logotipo de producción de todas las películas de Pixar, saltando a la vista y saltando sobre la letra "I" mayúscula en "PIXAR" para aplanarla. John Lasseter creó el personaje, modelándolo a partir de su propia lámpara de la marca Luxo. En 2009, el fabricante de lámparas Luxo demandó a Disney, la empresa matriz de Pixar, por vender productos con la marca Luxo Jr.

## Creación
John Lasseter usó una lámpara Luxo en su mesa de dibujo como modelo de representación gráfica. Lasseter experimentó con el modelo, usándolo para estudios de movimiento. Hizo una demostración del modelo Luxo animado en un festival de animación en Bruselas. Lasseter no planeó crear una historia para la lámpara, pero el animador belga Raoul Servais lo instó a escribir una trama. Servais dijo que "No importa cuán corto sea, debe tener un principio, un medio y un final. No olvides la historia". Servais persuadió a Lasseter de que la duración de la animación no impediría la historia y le dijo: "Puedes contar una historia en diez segundos".
La inspiración para el personaje de Luxo Jr. provino de las interacciones de Lasseter con Spencer, el joven hijo de Tom Porter, miembro del equipo de Pixar. Lasseter se preguntó si las proporciones del cuerpo de un niño podrían aplicarse a una lámpara. Lasseter dijo que "Spencer tenía alrededor de un año y medio, y verlo levantar los brazos sobre su cabeza me hizo reír porque todavía no podía tocar la parte superior de su cabeza. Después de que se fue, comencé a pensar, ¿cómo sería una lámpara para bebés?"  Cambió las proporciones del modelo de lámpara para hacerlo más infantil, dándole una cabeza grande y un cuerpo pequeño. Lasseter no modificó el tamaño de la bombilla. Imaginó que la bombilla comprada en la tienda estaba separada del "cuerpo" de la lámpara y no envejecía.

## Película

### Luxo Jr.
Lasseter siguió el consejo de Servais y concibió la trama de un cortometraje protagonizado por Luxo Jr. como protagonista. Luxo Jr. tendría dos personajes, Luxo Jr. y una lámpara más grande llamada Luxo Sr.. Luxo Jr. juega con una pelota pequeña, pero saltar sobre la pelota hace que se desinfle. Entristecido por la pérdida del juguete, Luxo Jr. salta fuera de la pantalla. Luxo Jr. encuentra una pelota de playa y reaparece persiguiéndola, mientras la lámpara principal niega con la cabeza.
Luxo Jr. demostró avances en la tecnología de autosombra. Lasseter dijo que "la animación de una lámpara cuya cabeza es una fuente de luz, moviéndose y ensombreciendo el mundo que lo rodea, fue una combinación perfecta de tecnología y tema". Luxo Jr. hizo su debut en la feria SIGGRAPH de 1986 en Dallas, Texas. La película recibió elogios de la crítica por su estilo fotorrealista y su impacto emocional.

### Cortosde Sesame Street
Luxo Jr. también está presente en cuatro cortometrajes educativos, que fueron creados por Pixar especialmente para Sesame Street en 1991: Light & Heavy, Surprise, Up and Down y Front and Back .
- Liviano y Pesado : Luxo Jr. demuestra tanto lo liviano como lo pesado usando una pelota de playa para demostrar que es liviano y luego una bola de bolos para demostrar que es pesado.
- Sorpresa : Luxo Sr. examina una caja en la que aparece Luxo Jr., demostrando sorpresa.
- Arriba y Abajo : Luxo Jr. demuestra subir y bajar saltando dentro y fuera de una caja de cartón hasta que se cae.
- Frente y espalda : Luxo, Jr. demuestra frente y espalda mostrando su frente y espalda hasta que se cansa y se cae.

### serie dela historia del juguete
En la franquicia Toy Story, aparece una lámpara Luxo roja en el escritorio de Andy y en Toy Story 3 como un Luxo Jr. rosa

## Animatrónico
Una 6 pies (1,8 m) figura animatrónica inspirada en Luxo Jr. parada cerca de la atracción Toy Story Midway Mania en el parque temático Disney's Hollywood Studios. El animatrónico a menudo bailaba con la música en una repisa cerca de la entrada. En 2010, Disney eliminó el animatrónico sin ofrecer una explicación oficial, pero la demanda de Luxo ASA puede haber sido un factor.
En Disney California Adventure, hay un animatrónico de Luxo Jr. encima de la marquesina de Pixar Pier.

## Demanda judicial
Luxo ASA, la empresa noruega que fabrica las lámparas Luxo, demandó a Pixar y a su empresa matriz, Disney, en 2009 alegando que Disney violó sus marcas registradas al vender lámparas promocionales con la marca del personaje de Luxo Jr. Disney había planeado empaquetar la lámpara Luxo Jr. con la edición de coleccionista del lanzamiento de Up Blu-ray. Luxo ASA afirmó que la mercancía de Luxo Jr. "causaría un daño devastador a Luxo y diluiría la buena voluntad que Luxo ha acumulado". Disney llegó a un acuerdo con Luxo ASA y acordó no vender lámparas Luxo Jr., mientras que Luxo ASA no se opuso a las "representaciones artísticas" de la lámpara y permitió que Pixar siguiera usando a Luxo Jr. como personaje.